# Olga Matveïevskaïa
Olga Alexandrovna Matveïevsakaïa (russe : Ольга Александровна Матвеевская), née en 1882, sa date de décès n'étant pas connue, est une révolutionnaire russe, membre du Parti socialiste révolutionnaire, enseignante, élue en 1917 à l'Assemblée constituante russe de 1918.

## Biographie
Olga Matveïevsakaïa nait en 1882  dans une famille bourgeoise, à Prylouky, dans le gouvernement de Poltava. Son père est fonctionnaire. Elle est éduquée dans la maison familiale, et devient institutrice. Membre du parti socialiste révolutionnaire-maximaliste elle est placée sous surveillance policière en 1907 et ensuite exilée à Arkhangelsk. En août 1917, elle est déléguée au VIIe du Conseil du parti socialiste-révolutionnaire. Fin 1917, elle est élue à l'Assemblée constituante russe sur la liste n°3 d'Orel (socialistes révolutionnaires et soviet des députés de paysans), et devient ainsi l'une des 10 femmes élues sur les plus de 700 députés de cette assemblée. Elle a participé à la seule séance qu'elle ait tenue, le 5 janvier 1918.

### Sources
- (ru) « Указатель имен МАТ » [« Entrées commençant par MAT »], sur www.hrono.ru (consulté le 13 novembre 2017)